# سالفاتوري لانا
سالفاتوري لانا (بالإيطالية: Salvatore Lanna)‏ (مواليد 31 يوليو 1976 في كاربي - إيطاليا) لاعب كرة قدم إيطالي يلعب حاليا لصالح نادي الدرجة الأولى بولونيا الإيطالي منذ 2008 في مركز الظهير الأيسر كما يجيد اللعب في مركز الوسط الأيسر. .

## روابط خارجية
- سالفاتوري لانا على موقع قاعدة بيانات كرة القدم.إي يو (الإنجليزية)
- سالفاتوري لانا على موقع Soccerway.com (الإنجليزية)
- سالفاتوري لانا على موقع عالم كرة القدم.نت (الإنجليزية)
- سالفاتوري لانا على موقع كووورة